# Емба (река)
Емба (на казахски: Жем или Ембі; на руски: Эмба) е река протичаща по територията на Актобенска и Атърауска област на Казахстан, завършваща в солончак на 5 km от североизточния бряг на Каспийско море. Дължина 712 km. Площ на водосборния басейн 40 400 km². Според някои географски източници река Емба е географската граница между Европа и Азия. Това предложение е направено за първи път от германския пътешественик Филип Йохан фон Щраленберг.
Река Емба води началото си от западния склон на планината Мугоджари, на 505 m н.в., на територията на Актобенска област. Тече основно в югозападна посока през южната част на Подуралското плато и североизточната част на Прикаспийската низина през полупустинни и пустинни райони. Завършва в солончак на 5 km от североизточния бряг на Каспийско море, на -27 m н.в. В горното си течение (първите 120 km) силно меандрира и през лятото пресъхва на отделни участъци. По-надолу пресъхващите участъци намаляват, но въпреки това в плитките места силно изплитнява, а в по-дълбоките се запазва вода с дълбочина до 4 – 5 m. В долното си течени напълно пресъхва и вода остава само в най-дълбоките части от коритото ѝ, като се образуват малки засолени езера. Основни притоци: леви – Кундъздъ, Ауля, Узън-Карагандъсай, Атжаксъ, Ашчъсай (горен), Шатърлъсай, Ашчъсай (долен); десни – Кумжаргин, Темир, Каратобесай, Мастетсай. Има предимно снежно подхранване и ясно изразено пролетно пълноводие, през април и май. Среден годишен отток на 152 km от устието 17,5 m³/sec, максимален 1240 m³/sec. Водата ѝ е силно минерализирана: в горното течение (през март и началото на април) 150 – 200 мгр/л, през лятото до 800 мгр/л; в долното течение съответно 1500 – 2000 мгр/л и 3000 – 5000 мгр/л. Замръзва през ноември, а се размразява в края на март или първата половина на април. Част от водите ѝ се използват за напояване. В басейна на реката се експлоатират големи находища на нефт. В горното ѝ течение, в Актобенска област е разположен град Емба.